# Chocolaterie

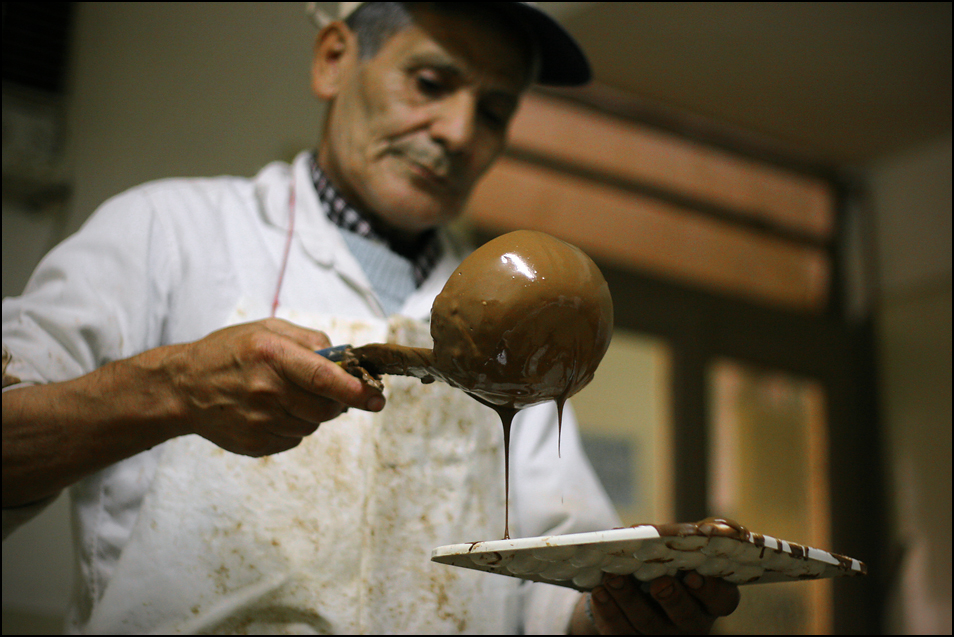
Chocolaterie in Argentinien

Eine Chocolaterie, auch Schokoladenhaus genannt, bezeichnet eine Manufaktur für Schokolade mit angeschlossenem Verkaufsgeschäft oder ein Fachgeschäft, welches nicht selbst produziert, sondern Spezialitäten von ausgesuchten Confiseuren und Chocolatiers vertreibt. Die Manufaktur ist meistens mit einer Konditorei und der Produktionsstätte verbunden. Heutzutage finden sich Chocolaterien als Café-Chocolaterie in den Städten.